# آرون (گروه موسیقی)
آرون (به انگلیسی: Artificial Animals Riding On Neverland, AaRON: حیوانات مصنوعی سوار بر ناکجاآباد) گروه موسیقی دو نفرهٔ پاپ راک فرانسوی متشکل از دو عضو سایمون بیورت و اولیویر کورسیر می‌باشد. اوّلین آلبوم این گروه با عنوان «حیوانات مصنوعی سوار بر ناکجاآباد» در سال ۲۰۰۷ میلادی منتشر شد و موجب محبوبیت آنها در فرانسه و اروپا گردید. اوّلین تور اروپایی در همان سال (۱۴ مارس تا ۲۸ نوامبر) و در اسپانیا، سوئیس، بلژیک، اتریش، لوکزامبورگ، برگزار شد. آخرین آلبوم این گروه «آناتومی نور» (به انگلیسی: Anatomy of Light) می‌باشد که در سال ۲۰۲۰ منتشر شد.

## اعضاء
- سایمون بیورت: خواننده، ترانه‌سرا، آهنگساز
- اولیویر کورسیر: آهنگساز، تنظیم‌کننده

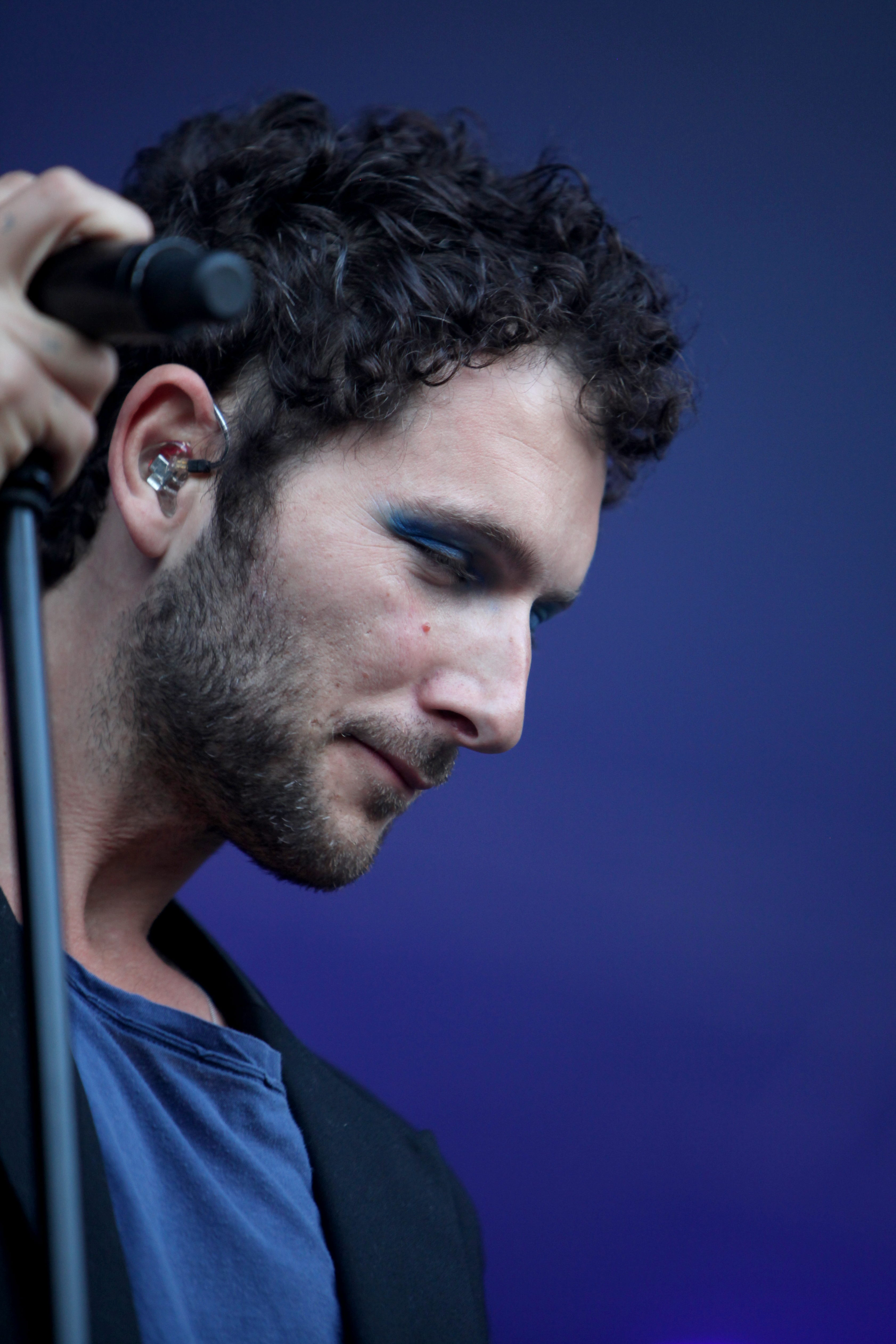
سایمون بیورت
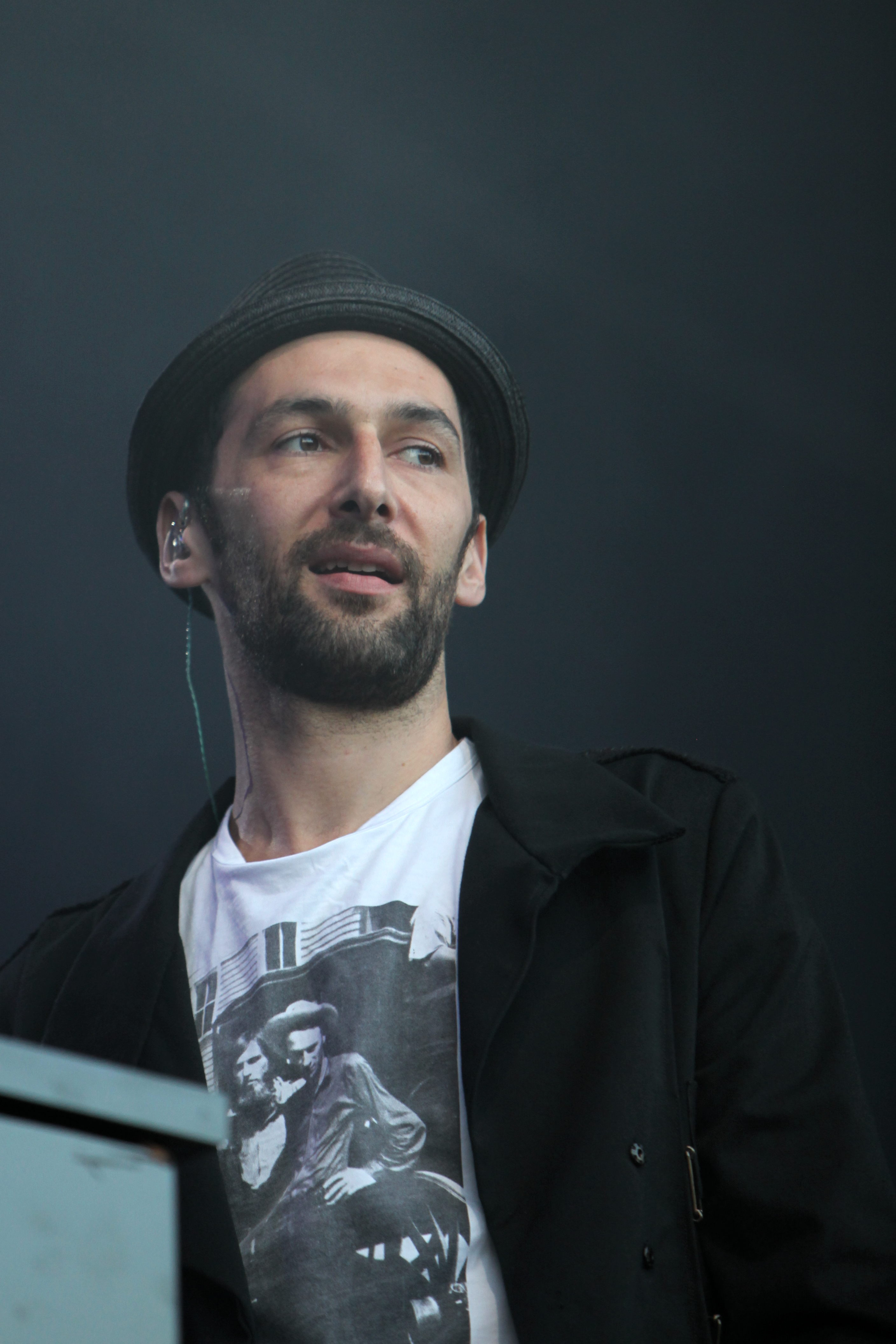
اولیویر کورسیر

## ترانه‌شناسی

### آلبوم‌ها
| سال  | آلبوم                                                          | جداول  | جداول           | جداول | جداول | گواهی |
| سال  | آلبوم                                                          | فرانسه | فرانسه (دانلود) | بلژیک | سوئیس | گواهی |
| ---- | -------------------------------------------------------------- | ------ | --------------- | ----- | ----- | ----- |
| ۲۰۰۷ | حیوانات مصنوعی سوار بر ناکجاآباد                               | ۸      | ۱               | ۴     | ۵۰    | طلا   |
| ۲۰۱۰ | پرندگان در طوفان                                               | ۶      | ۱               | ۱     | ۳۵    |       |
| ۲۰۱۱ | امواجی از جاده                                                 | ۹۹     |                 | ۳۶    |       |       |
| ۲۰۱۳ | موسیقی‌متن «چشمان بسته»، فیلمی فرانسوی به کارگردانی جسیکا پالود |        |                 |       |       |       |
| ۲۰۱۵ | شب را بریدیم                                                   |        |                 |       |       |       |
| ۲۰۲۰ | آناتومی نور                                                    |        |                 |       |       |       |

### تک‌آهنگ‌ها
| سال  | تک‌آهنگ                         | جداول  | جداول           | جداول         | جداول | آلبوم                            |
| سال  | تک‌آهنگ                         | فرانسه | فرانسه (دانلود) | بلژیک         | سوئیس | آلبوم                            |
| ---- | ------------------------------ | ------ | --------------- | ------------- | ----- | -------------------------------- |
| ۲۰۰۷ | «دور برگردان (لی‌لی)»           | ۱۷     | ۶               | ۲۱            | ۵۰    | حیوانات مصنوعی سوار بر ناکجاآباد |
| ۲۰۰۷ | «تصنیف بی‌انتها»                |        |                 | ۱۲ (Ultratip) |       | حیوانات مصنوعی سوار بر ناکجاآباد |
| ۲۰۰۸ | «دالان زرّین»                   |        |                 | ۱۵ (Ultratip) |       | حیوانات مصنوعی سوار بر ناکجاآباد |
| ۲۰۱۰ | «جای خالی» (بهمراه زازی)       |        |                 | ۳۱            |       |                                  |
| ۲۰۱۰ | «خیزش»                         |        |                 | ۴۴            |       | پرندگان در طوفان                 |
| ۲۰۱۰ | «بذرهای طلا»                   |        |                 | ۲۱            |       | پرندگان در طوفان                 |
| ۲۰۱۱ | «چشمانت را مسلّح کن»            |        |                 | ۲۲ (Ultratip) |       | امواجی از جاده                   |
| ۲۰۱۳ | «دور برگردان (لی‌لی)» (باز نشر) | ۱۷     |                 | ۲۱            | ۵۰    | حیوانات مصنوعی سوار بر ناکجاآباد |
| ۲۰۱۵ | «سایه های آبی»                 |        |                 |               |       | شب را بریدیم                     |
| ۲۰۱۵ | «ژاکت سیاه»                    |        |                 |               |       | شب را بریدیم                     |
| ۲۰۱۵ | «اوناسیس»                      |        |                 |               |       | شب را بریدیم                     |